# The John Glenn Story
The John Glenn Story ist ein amerikanischer dokumentarischer Kurzfilm über den Astronauten John Glenn. Er entstand unter der Regie von Michael R. Lawrence vor dem Hintergrund von Glenns Flug in das All, mit dem er als erster amerikanischer Astronaut in die Erdumlaufbahn gelangte.  
Als Erzähler fungiert Jack Webb.
Der Film war 1963 als Bester Dokumentar-Kurzfilm für einen Oscar nominiert.